# Liste der Baudenkmäler in Rauhenebrach
Auf dieser Seite sind die Baudenkmäler in der unterfränkischen Gemeinde Rauhenebrach zusammengestellt. Diese Tabelle ist eine Teilliste der Liste der Baudenkmäler in Bayern. Grundlage ist die Bayerische Denkmalliste, die auf Basis des Bayerischen Denkmalschutzgesetzes vom 1. Oktober 1973 erstmals erstellt wurde und seither durch das Bayerische Landesamt für Denkmalpflege geführt wird. Die folgenden Angaben ersetzen nicht die rechtsverbindliche Auskunft der Denkmalschutzbehörde.

## Baudenkmäler nach Ortsteilen

### Fabrikschleichach
| Lage                                                             | Objekt                                                  | Beschreibung | Akten-Nr.     | Bild                                                |
| ---------------------------------------------------------------- | ------------------------------------------------------- | --- | ------------- | --------------------------------------------------- |
| Balthasar-Neumann-Weg 1 (Standort)                               | Ehemalige Glasfabrik                                    | Eingeschossiger und traufständiger Satteldachbau, spätbarock, 1747 von Balthasar Neumann | D-6-74-187-7  | weitere Bilder                                      |
| Glashüttenstraße 5 (Standort)                                    | Ehem. Hütteninspektorhaus                               | Ehem. Wohn- und Verwaltungshaus des Hütteninspektors, 1885–1973 Staatliches Forstamt, seit 1983 Ökologische Forschungsstation der Universität Würzburg, zweigeschossiger Halbwalmdachbau mit Fachwerkobergeschoss, 1768–70 wohl von Johann Philipp Geigel | D-6-74-187-5  | weitere Bilder                                      |
| Glashüttenstraße 5 (Standort)                                    | Fachwerkscheune                                         | Mit Walmdach und Anbau, um 1770; Pumpbrunnen, 19. Jhd. | D-6-74-187-5  | weitere Bilder                                      |
| Glashüttenstraße 5 (Standort)                                    | Pumpbrunnen                                             | 19. Jahrhundert | D-6-74-187-5  | weitere Bilder                                      |
| Glashüttenstraße 8 (Standort)                                    | Gasthof Glashütte                                       | Zweigeschossiger und giebelständiger Satteldachbau, Sandsteinquader, Rundbogenstil, 1842 | D-6-74-187-6  | weitere Bilder                                      |
| Nähe Glashüttenstraße (Standort)                                 | Friedhofskreuz                                          | Sandstein, um 1900 | D-6-74-187-80 | Friedhofskreuz                                      |
| Nähe Mäuselturm (Standort)                                       | Sogenannter Mäuselturm                                  | Achteckiger Pavillon mit Zeltdach, Fachwerk mit Sandstein, um 1750 | D-6-74-187-8  | Sogenannter Mäuselturm                              |
| Steinknock (Standort)                                            | Katholische Kapelle, sogenanntes Glashütter Käpella     | Saalbau mit eingezogenem Chor, im Türsturz bezeichnet „1730“, Erweiterung und Instandsetzung 1824, 1958, über dem Türsturz Flachrelief mit Kiliansfigur, Sandstein                                                                                        | D-6-74-187-76 | Katholische Kapelle, sogenanntes Glashütter Käpella |
| Vorderer Euerberg; an der Waldstraße auf dem Euerberg (Standort) | Bildstockfragment, sogenannte Schustermarke             | Inschriftsockel mit Säulenbasis, Sandstein, bezeichnet „1772“ | D-6-74-187-9  | weitere Bilder                                      |
| Zabelsteinstraße 2 (Standort)                                    | Katholische Kuratiekirche St Kilian, Kolonat und Totnan | Saalbau mit eingezogenem Chor und Giebelreiter mit Spitzhelm, Sandsteinquader, Rundbogenstil, 1875; mit Ausstattung | D-6-74-187-4  | weitere Bilder                                      |
| Zabelsteinstraße 13 (Standort)                                   | Forstanwesen                                            | Wohnhaus, eingeschossiger Halbwalmdachbau, mit Sandsteinrahmen, 18. Jahrhundert | D-6-74-187-66 | weitere Bilder                                      |
| Zabelsteinstraße 13 (Standort)                                   | Forstanwesen                                            | Scheune mit Walmdach, Außenmauern Sandstein, 18. Jahrhundert | D-6-74-187-66 | weitere Bilder                                      |
| Zabelsteinstraße 13 (Standort)                                   | Forstanwesen                                            | Eingeschossiger Anbau mit Fachwerkgiebel und Fußwalm, 19. Jahrhundert | D-6-74-187-66 | weitere Bilder                                      |
| Zabelsteinstraße 13 (Standort)                                   | Forstanwesen                                            | Scheune und Remise mit Halbwalmdach, 18. Jahrhundert | D-6-74-187-66 | weitere Bilder                                      |
| Zabelsteinstraße 13 (Standort)                                   | Forstanwesen                                            | Einfriedungsmauern zum Teil des 18. Jahrhunderts | D-6-74-187-66 | BW                                                  |

### Fabrik-Schleichacher Forst-Nordost
| Lage                                               | Objekt     | Beschreibung                                                     | Akten-Nr.     | Bild           |
| -------------------------------------------------- | ---------- | ---------------------------------------------------------------- | ------------- | -------------- |
| ca. 1,3 km südöstlich Fabrikschleichach (Standort) | Steinkreuz | Sühnekreuz, sogenanntes Metzgerkreuz, Sandstein, bezeichnet 1511 | D-6-74-187-81 | weitere Bilder |

### Falsbrunn
| Lage                                                              | Objekt                                                            | Beschreibung                                                                                      | Akten-Nr.              | Bild                                                       |
| ----------------------------------------------------------------- | ----------------------------------------------------------------- | ------------------------------------------------------------------------------------------------- | ---------------------- | ---------------------------------------------------------- |
| Falsbrunn 33 (Standort)                                           | Katholische Filialkirche St. Bartholomäus und St. Wendelin        | Historische Ausstattung (im Neubau)                                                               | D-6-74-187-10          | Katholische Filialkirche St. Bartholomäus und St. Wendelin |
| In Falsbrunn, gegenüber der Schule (Standort)                     | Marienstatue auf Inschriftsockel                                  | Sandstein, bezeichnet 1933                                                                        | D-6-74-187-13          | Marienstatue auf Inschriftsockel                           |
| Geiersberg; Wildweg (Standort)                                    | Jagdgrenzstein                                                    | Halbrund geschlossen, mit Jagdhorn und Initialen „B.S.W.L“, Sandstein, bez. 1688                  | D-6-74-133-92 Wikidata | BW                                                         |
| Rohrwiesen; an der Friedhofsmauer (Standort)                      | Wegkapelle                                                        | Säulenflankierte Rundbogennische, Inschriftsockel, Sandstein, neugotisch, erneuert 1883           | D-6-74-187-12          | weitere Bilder                                             |
| Rohrwiesen (Standort)                                             | Friedhofskreuz                                                    | Dreinageltypus auf Inschriftsockel, Sandstein, um 1900                                            | D-6-74-187-11          | Friedhofskreuz                                             |
| Staatsstraße 2274; rechts an der Straße nach Theinheim (Standort) | Steinkreuz mit kurzen Armen und eingetieften griechischen Kreuzen | Sandstein erste Hälfte 14. Jahrhundert                                                            | D-6-74-187-16          | weitere Bilder                                             |
| Staatsstraße 2274; an der Straße nach Prölsdorf (Standort)        | Bildstock                                                         | Pfeiler auf Inschriftsockel, Aufsatz mit Marienkrönung, Sandstein, neugotisch, erneuert 1892      | D-6-74-187-15          | Bildstock                                                  |
| Staatsstraße 2274; an der Straße nach Prölsdorf (Standort)        | Bildstock St Antonius                                             | Pfeiler auf Inschriftsockel, Aufsatzbild abgewittert, Sandstein, neugotisch, Ende 19. Jahrhundert | D-6-74-187-14          | Bildstock St Antonius                                      |

### Fürnbach
| Lage                                                 | Objekt                                 | Beschreibung | Akten-Nr.     | Bild           |
| ---------------------------------------------------- | -------------------------------------- | --- | ------------- | -------------- |
| Schulberg 6 (Standort)                               | Katholische Filialkirche Allerheiligen | Saalbau um 1700 modern erweitert, mit eingezogenem Chor, Satteldach mit Dachreiter und Campanile, Sandsteinquader mit Werksteingliederungen, 13.–20. Jahrhundert; mit Ausstattung | D-6-74-187-17 | weitere Bilder |
| Schulberg 6 (Standort)                               | Friedhofskreuz                         | Dreinageltypus auf Inschriftsockel, Sandstein, historistisch, um 1850/60 | D-6-74-187-18 | Friedhofskreuz |
| Theinheimer Weg; am Weg nach Markertsgrün (Standort) | Wegkreuz                               | Dreinageltypus auf Inschriftsockel, Sandstein, um 1920 | D-6-74-187-19 | Wegkreuz       |
| Theinheimer Weg; am Weg nach Markertsgrün (Standort) | Wegkapelle                             | Mit rundbogiger Nische, Sockel Sandsteinquader, klassizistisch, 1820–40 | D-6-74-187-20 | weitere Bilder |

### Geusfeld
| Lage | Objekt                              | Beschreibung | Akten-Nr.     | Bild           |
| --- | ----------------------------------- | --- | ------------- | -------------- |
| Alte Straße; ca. 750 m nordwestlich der Kirche, an der Alten Straße nördlich der Ebrach nach Waldschwind (Standort) | Kreuzstein, sogenannter Kutzelstein | Mit erhabenem Kreuz, spätmittelalterlich                                                                                         | D-6-74-187-74 | weitere Bilder |
| Am Spreubach 5, am Kindergarten (Standort)                                                                          | Portal                              | Erneuert, mit Figur der heiligen Elisabeth, Sandstein, 19. Jahrhundert                                                           | D-6-74-187-3  | weitere Bilder |
| In Geusfeld (Standort)                                                                                              | Kriegerdenkmal für 1914/18          | In der Art einer Kapelle mit vorgewölbter Vorhalle unter verschiefertem Walmdach, Treppensockel, Sandstein, 1927                 | D-6-74-187-67 | weitere Bilder |
| Kirchgasse 1 (Standort)                                                                                             | Katholische Pfarrkirche St Martin   | Saalbau mit Walmdach und Fassadenturm mit Zwiebelhaube, Werksteingliederungen in Sandstein, 17./18. Jahrhundert; mit Ausstattung | D-6-74-187-1  | weitere Bilder |
| Kugelweg 2 (Standort)                                                                                               | Wohnstallhaus                       | Eingeschossiger und giebelständiger Satteldachbau, bez. 1829; mit Hoftor                                                         | D-6-74-187-2  | weitere Bilder |

### Karbach
| Lage                                                                  | Objekt                           | Beschreibung | Akten-Nr.     | Bild                            |
| --------------------------------------------------------------------- | -------------------------------- | --- | ------------- | ------------------------------- |
| Karbach 42 (Standort)                                                 | Katholische Filialkirche St Anna | Saalbau mit Polygonalchor, Walmdach und verschiefertem Dachreiter mit welscher Haube, 1617, Umbau 1736; mit Ausstattung | D-6-74-187-21 | weitere Bilder                  |
| Kohlschlag; Flurabteilung Winterbecher (Standort)                     | Wegkapelle                       | Mit Satteldach und Segementbogenwölbung, Altar bezeichnet „1833“                                                        | D-6-74-187-23 | Wegkapelle                      |
| Nähe Staatsstraße 2258; an der Ostseite der Friedhofsmauer (Standort) | Bildstock und Gefallenendenkmal  | Pfeiler mit Figur der heiligen Anna und Maria, auf Inschriftsockel, Aufsatz mit Beweinung, Sandstein, um 1925           | D-6-74-187-22 | Bildstock und Gefallenendenkmal |

### Klebheimerhof
| Lage                       | Objekt                                   | Beschreibung | Akten-Nr.     | Bild           |
| -------------------------- | ---------------------------------------- | --- | ------------- | -------------- |
| Klebheimerhof 1 (Standort) | Herrschaftliches Bauernanwesen, Wohnhaus | Eingeschossiger Walmdachbau, Zwerchhaus mit Eckpilastern und Werksteingliederungen in Sandstein, 18. Jahrhundert | D-6-74-187-24 | weitere Bilder |
| Klebheimerhof 1 (Standort) | Herrschaftliches Bauernanwesen, Scheune  | Giebelständiger Satteldachbau, Sandsteinquader, 18. Jahrhundert                                                  | D-6-74-187-24 | weitere Bilder |
| Klebheimerhof 1 (Standort) | Herrschaftliches Bauernanwesen, Stall    | Eingeschossiger und traufständiger Satteldachbau, Sandsteinquader, 18. Jahrhundert                               | D-6-74-187-24 | weitere Bilder |

### Koppenwind
| Lage                                                      | Objekt                                      | Beschreibung | Akten-Nr.     | Bild           |
| --------------------------------------------------------- | ------------------------------------------- | --- | ------------- | -------------- |
| am Klebheimer Berg südlich des Klebheimer Hofs (Standort) | Katholische Kapelle                         | Saalbau mit polygonalem Schluss, Walmdach und verschiefertem Dachreiter, Sandsteinquader, neuromanisch, 1898; mit Ausstattung | D-6-74-187-25 | weitere Bilder |
| Klosterweg 1 (Standort)                                   | Ehemaliges Ebrachsches Amtshaus             | Zweigeschossiger Mansardwalmdachbau mit geohrten Rahmungen und Lisenengliederung, Sandstein, spätbarock, bez. 1773            | D-6-74-187-26 | weitere Bilder |
| Klosterweg 1 (Standort)                                   | Schlossgarten mit Einfriedungsmauer und Tor | 2. Hälfte 18. Jhd. | D-6-74-187-26 | weitere Bilder |
| Klosterweg 1 (Standort)                                   | Torhaus                                     | 2. Hälfte 18. Jhd. | D-6-74-187-26 | weitere Bilder |
| Klosterweg 1 (Standort)                                   | Stall                                       | 2. Hälfte 18. Jhd. | D-6-74-187-26 | weitere Bilder |
| Klosterweg 1 (Standort)                                   | Scheune                                     | 2. Hälfte 18. Jhd. | D-6-74-187-26 | weitere Bilder |

### Obersteinbach
| Lage                              | Objekt                              | Beschreibung | Akten-Nr.     | Bild           |
| --------------------------------- | ----------------------------------- | --- | ------------- | -------------- |
| Untersteinbacher Weg 1 (Standort) | Bildstock                           | Pfeiler auf Inschriftsockel, Aufsatz mit Dreifaltigkeit, Sandstein, bezeichnet „1861“ | D-6-74-187-28 | Bildstock      |
| Weilersbachstraße 10 (Standort)   | Katholische Filialkirche St Ägidius | Saalbau mit eingezogenem Chor und Satteldach, Fassadenturm mit offenem Vorzeichen und verschiefertem Rhombendach, Werksteingliederungen in Sandstein, 1914 von Architekt Seefried; mit Ausstattung | D-6-74-187-27 | weitere Bilder |

### Prölsdorf
| Lage                                                              | Objekt                                              | Beschreibung | Akten-Nr.     | Bild                              |
| ----------------------------------------------------------------- | --------------------------------------------------- | --- | ------------- | --------------------------------- |
| Am Landgericht 1 (Standort)                                       | Ehemaliges Amtshaus (Amt Prölsdorf), heute Pfarrhof | Zweigeschossiger Walmdachbau mit geohrten Rahmungen, barock, bezeichnet „1705“                                                                               | D-6-74-187-32 | weitere Bilder                    |
| Am Landgericht 1 (Standort)                                       | Ehemalige Zehentscheuer                             | Zweigeschossiger Halbwalmdachbau, Steinbau, bezeichnet „1678“                                                                                                | D-6-74-187-32 | weitere Bilder                    |
| Am Landgericht 2 (Standort)                                       | Katholische Pfarrkirche St. Sebastian               | Saalbau mit eingezogenem Chor, Walmdach und Turmfassade mit Zwiebelhaube, Sandsteingliederungen, Rokoko, 1764/66 von Johann Michael Fischer; mit Ausstattung | D-6-74-187-29 | weitere Bilder                    |
| Am Landgericht 3 (Standort)                                       | Wohnhaus                                            | Zweigeschossiger und traufständiger Satteldachbau mit Fachwerkobergeschoss, 18. Jahrhundert                                                                  | D-6-74-187-31 | weitere Bilder                    |
| Frauenreisach (Standort)                                          | Friedhofskreuz                                      | 1874 | D-6-74-187-33 | Friedhofskreuz                    |
| In Prölsdorf; Ortsausgang Richtung Schindelsee (Standort)         | Wegkreuz                                            | Dreinageltypus auf Inschriftsockel, Sandstein, neuromanisch, bezeichnet „1887“                                                                               | D-6-74-187-36 | Wegkreuz                          |
| am Ortsausgang Richtung Fürnbach neben Marktstraße 2 (Standort)   | Wegkapelle                                          | Mit rundbogiger Nische, Sandstein, klassizistisch, bezeichnet „1848“                                                                                         | D-6-74-187-35 | Wegkapelle                        |
| Marktstraße 26 (Standort)                                         | Wohnhaus                                            | Eingeschossiger und giebelständiger Satteldachbau mit Sandsteingliederungen und verputztem Fachwerkgiebel, um 1800                                           | D-6-74-187-30 | weitere Bilder                    |
| Mühlweg 3 (Standort)                                              | Ehemalige Mühle                                     | Zweigeschossiger Walmdachbau mit geohrten Rahmungen und Ecklisenen, Sandstein, spätbarock, 1769                                                              | D-6-74-187-68 | weitere Bilder                    |
| Nähe Marktstraße; westlicher Ortsausgang an der Brücke (Standort) | Figur des heiligen Johann Nepomuk                   | Auf profiliertem Sockel, Sandstein, um 1905 | D-6-74-187-34 | Figur des heiligen Johann Nepomuk |
| Weißmarter; nordwestlich des Dorfes (Standort)                    | Säulenbildstock, sogenannte Weiße Marter            | Sockel mit balusterflankierter Nische, darauf Säule mit Aufsatz mit Dreifaltigkeit, Stiftern und Heiligen, Sandstein, barock, um 1700/1720                   | D-6-74-187-37 | weitere Bilder                    |

### Schindelsee
| Lage                      | Objekt   | Beschreibung                                                                           | Akten-Nr.     | Bild     |
| ------------------------- | -------- | -------------------------------------------------------------------------------------- | ------------- | -------- |
| In Schindelsee (Standort) | Wegkreuz | Hölzerner Corpus im Dreinageltypus auf Inschriftsockel in Sandstein, bezeichnet „1892“ | D-6-74-187-38 | Wegkreuz |

### Spielhof
| Lage                   | Objekt                             | Beschreibung | Akten-Nr.     | Bild           |
| ---------------------- | ---------------------------------- | --- | ------------- | -------------- |
| Spielhof 8 (Standort)  | Dorfkapelle                        | Saalbau mit Satteldach, halbrunder eingezogener Apsis und Fassadenturm mit Zwiebelhaube, Bruch- und Quadermauerwerk in Sandstein, neuromanisch, um 1950, Turm um 1900 | D-6-74-187-39 | weitere Bilder |
| Spielhof 20 (Standort) | Keller eines ehemaligen Edelsitzes | Tonnenwölbung mit Sandsteinquadern, um 1600 | D-6-74-187-40 | weitere Bilder |

### Theinheim
| Lage                                                                   | Objekt                                               | Beschreibung | Akten-Nr.              | Bild            |
| ---------------------------------------------------------------------- | ---------------------------------------------------- | --- | ---------------------- | --------------- |
| Bei Schulterbachstraße 19                                              | Wegkapelle                                           | Um 1850/60; nicht nachqualifiziert | D-6-74-187-42          | BW              |
| Am Holzberg ca. 500 m nördlich des Ortes (Standort)                    | Kreuzweg                                             | 14 Stationen, gemauerte Gehäuse aus Bruchsandstein mit Terracottareliefs, neuklassizistisch, 12. Station Kruzifixus im Viertageltypus, wohl Gusseisen, 1903; nicht nachqualifiziert    | D-6-74-187-75          | weitere Bilder  |
| Geiersberg;Schulterbachwiesen (Standort)                               | Jagdgrenzstein                                       | Halbrund geschlossen, mit Jagdhorn und Initialen „B.S.W.L“, Sandstein, bez. 1688 | D-6-74-133-92 Wikidata | BW              |
| Geiersberg (Standort)                                                  | Jagdgrenzstein                                       | Halbrund geschlossen, mit Jagdhorn und Initialen „B.S.W.L“, Sandstein, bez. 1688 | D-6-74-133-92 Wikidata | BW              |
| Geiersberg;Schulterbachwiesen (Standort)                               | Jagdgrenzstein                                       | Halbrund geschlossen, mit Jagdhorn und Initialen „B.S.W.L“, Sandstein, bez. 1688 | D-6-74-133-92 Wikidata | BW              |
| Schulterbachwiesen; Steinernes Knöcklein (Standort)                    | Jagdgrenzstein                                       | Halbrund geschlossen, mit Jagdhorn und Initialen „B.S.W.L“, Sandstein, bez. 1688 | D-6-74-133-92 Wikidata | weitere Bilder  |
| Steinernes Knöcklein (Standort)                                        | Jagdgrenzstein                                       | Halbrund geschlossen, mit Jagdhorn und Initialen „B.S.W.L“, Sandstein, bez. 1688 | D-6-74-133-92 Wikidata | BW              |
| Steinernes Knöcklein (Standort)                                        | Jagdgrenzstein                                       | Halbrund geschlossen, mit Jagdhorn und Initialen „B.S.W.L“, Sandstein, bez. 1688 | D-6-74-133-92 Wikidata | BW              |
| Ranzel;Steinernes Knöcklein (Standort)                                 | Jagdgrenzstein                                       | Halbrund geschlossen, mit Jagdhorn und Initialen „B.S.W.L“, Sandstein, bez. 1688 | D-6-74-133-92 Wikidata | BW              |
| Ranzel;Steinernes Knöcklein (Standort)                                 | Jagdgrenzstein                                       | Halbrund geschlossen, mit Jagdhorn und Initialen „B.S.W.L“, Sandstein, bez. 1688 | D-6-74-133-92 Wikidata | BW              |
| Ranzel;Steinernes Knöcklein (Standort)                                 | Jagdgrenzstein                                       | Halbrund geschlossen, mit Jagdhorn und Initialen „B.S.W.L“, Sandstein, bez. 1688 | D-6-74-133-92 Wikidata | BW              |
| Ranzel;Steinernes Knöcklein (Standort)                                 | Jagdgrenzstein                                       | Halbrund geschlossen, mit Jagdhorn und Initialen „B.S.W.L“, Sandstein, bez. 1688 | D-6-74-133-92 Wikidata | BW              |
| Steinernes Knöcklein (Standort)                                        | Jagdgrenzstein                                       | Halbrund geschlossen, mit Jagdhorn und Initialen „B.S.W.L“, Sandstein, bez. 1688 | D-6-74-133-92 Wikidata | BW              |
| Steinernes Knöcklein (Standort)                                        | Jagdgrenzstein                                       | Halbrund geschlossen, mit Jagdhorn und Initialen „B.S.W.L“, Sandstein, bez. 1688 | D-6-74-133-92 Wikidata | BW              |
| Steinernes Knöcklein (Standort)                                        | Jagdgrenzstein                                       | Halbrund geschlossen, mit Jagdhorn und Initialen „B.S.W.L“, Sandstein, bez. 1688 | D-6-74-133-92 Wikidata | BW              |
| Saufang;Theinheimer Weg (Standort)                                     | Jagdgrenzstein                                       | Halbrund geschlossen, mit Jagdhorn und Initialen „B.S.W.L“, Sandstein, bez. 1688 | D-6-74-133-92 Wikidata | BW              |
| Saufang (Standort)                                                     | Jagdgrenzstein                                       | Halbrund geschlossen, mit Jagdhorn und Initialen „B.S.W.L“, Sandstein, bez. 1688 | D-6-74-133-92 Wikidata | BW              |
| Hirnschale; Theinheimer Weg (Standort)                                 | Jagdgrenzstein                                       | Halbrund geschlossen, mit Jagdhorn und Initialen „B.S.W.L“, Sandstein, bez. 1688 | D-6-74-133-92 Wikidata | BW              |
| Holzberg (Standort)                                                    | Wegkapelle                                           | Rundbogige Nische auf Sockel mit profilierter Deckplatte, spätklassizistisch, wohl erste Hälfte 19. Jahrhundert                                                                        | D-6-74-187-78          | Wegkapelle      |
| Holzberg 2 (Standort)                                                  | Katholische Pfarrkirche St Laurentius und St Barbara | Saalbau mit Chorturm, Satteldach und Giebelfassade, Pilaster- und Gesimsgliederungen, Sandstein, Chorturm 16. Jahrhundert, Langhaus klassizistisch, bezeichnet „1791“; mit Ausstattung | D-6-74-187-41          | weitere Bilder  |
| Holzberg 13; oberhalb Weg nach Fatschenbrunn (Standort)                | Wegkapelle                                           | Rundbogige Nische auf Sockel mit profilierter Deckplatte, Sandstein, um 1860/1880 | D-6-74-187-46          | Wegkapelle      |
| Hut; am Feldweg nach Koppenwind (Standort)                             | Wegkapelle                                           | Rundbogige Nische mit geschuppten Pilastern auf Inschriftsockel, bezeichnet „1922“ | D-6-74-187-47          | Wegkapelle      |
| Ortsstraße Theinheim-Koppenwind; am Feldweg nach Koppenwind (Standort) | Wegkapelle                                           | Bildnische mit Satteldach und Relief des heiligen Georg, auf Quadersockel, Sandstein, um 1900                                                                                          | D-6-74-187-48          | Wegkapelle      |
| an der Straße nach Untersteinbach (Standort)                           | Schaftbildstock                                      | Pfeiler auf Inschriftsockel, Aufsatz mit Satteldach, Sandstein, bezeichnet „1880“, stark verwittert; nicht nachqualifiziert                                                            | D-6-74-187-49          | Schaftbildstock |
| Schulterbachstraße 11 (Standort)                                       | Wegkapelle                                           | Offenes Gehäuse mit profilierter Standplatte, auf neuem Sockel, Sandstein, um 1860/1880                                                                                                | D-6-74-187-43          | weitere Bilder  |
| Schulterbachstraße 19 (Standort)                                       | Wegkapelle                                           | Offenes Gehäuse mit Säulengliederung und korbbogigem Dach, Sandstein, auf gemauertem Sockel, um 1820/40                                                                                | D-6-74-187-44          | Wegkapelle      |
| Steinäcker (Standort)                                                  | Wegkapelle                                           | Korbbogige Nische auf Sockel, Sandstein, bezeichnet „1845“, renoviert 1990 | D-6-74-187-77          | weitere Bilder  |

### Untersteinbach
| Lage                                              | Objekt                            | Beschreibung | Akten-Nr.     | Bild           |
| ------------------------------------------------- | --------------------------------- | --- | ------------- | -------------- |
| Am Karbach; an der Straße nach Karbach (Standort) | Wegkreuz                          | Viernageltypus auf Inschriftsockel, Sandstein, bezeichnet „1931“                                                                              | D-6-74-187-59 | Wegkreuz       |
| Hauptstraße; vor der Kirche (Standort)            | Denkmal für Prinzregent Luitpold  | Büste auf Pfeiler mit seitlichen Volutenspangen, Marmor und Sandstein, um 1912/19                                                             | D-6-74-187-53 | weitere Bilder |
| Hauptstraße 4; Hauptstraße 4a (Standort)          | Katholische Pfarrkirche St. Vitus | Dreigeschossiger Turm mit Spitzdach und Werksteingliederungen in Sandstein, 15. Jahrhundert, moderner Bau mit Pultdach, 1970; mit Ausstattung | D-6-74-187-50 | weitere Bilder |
| Hauptstraße 7 (Standort)                          | Wohnhaus                          | Zweigeschossiger Mansardwalmdachbau mit geohrten Rahmungen und Eckpilastern, Sandstein, bezeichnet „1802“                                     | D-6-74-187-71 | weitere Bilder |
| Hauptstraße 7 (Standort)                          | Scheune                           | Eingeschossiger Satteldachbau mit Kniestock und zwei rustizierten korbbogigen Einfahrten, Sandsteinquader, bezeichnet „1857“                  | D-6-74-187-71 | weitere Bilder |
| Hauptstraße 9 (Standort)                          | Ehemalige Brauerereigaststätte    | Zweigeschossiger Walmdachbau, Sandsteingliederung, 18. Jahrhundert, Mitte 19. Jahrhundert verändert                                           | D-6-74-187-72 | weitere Bilder |
| Hauptstraße 9 (Standort)                          | Rückgebäude                       | Zweigeschossiger Satteldachbau mit korbbogigem Portal, Anfang 20. Jahrhundert                                                                 | D-6-74-187-72 | weitere Bilder |
| Hauptstraße 9 (Standort)                          | Scheune                           | Traufständiger Satteldachbau, Sandsteinquader, 19. Jahrhundert                                                                                | D-6-74-187-72 | weitere Bilder |
| Hauptstraße 11a (Standort)                        | Ehemaliges Brauereigebäude        | Gestufter dreigeschossiger Satteldachbau, Sandstein und Ziegel, 1928                                                                          | D-6-74-187-72 | weitere Bilder |
| Hauptstraße 15 (Standort)                         | Brauereigaststätte Hirschenbräu   | Zweigeschossiger giebelständiger Sandsteinquaderbau mit Halbwalmdach und hohem Kellersockel, spätklassizistisch, Mitte 19. Jahrhundert        | D-6-74-187-51 | weitere Bilder |
| Hauptstraße 19; Karbacher Straße 2 (Standort)     | Wegkapelle                        | Gehäuse mit profiliertem Tonnendach, Sandstein, bezeichnet „1950“, mit Holzstatue St. Joseph, um 1820                                         | D-6-74-187-52 | weitere Bilder |
| Nähe Hauptstraße; vor dem Friedhof (Standort)     | Bildstock                         | Säule auf breiter Basis, Aufsatz mit Inschrift, Kreuzigung und Heiligen, Sandstein, spätbarock, bezeichnet „1729“                             | D-6-74-187-54 | weitere Bilder |
| Nähe Hauptstraße (Standort)                       | Friedhofsmauer                    | Sandstein, östliche Portalpfeilern mit Aufsätzen, um 1800                                                                                     | D-6-74-187-73 | weitere Bilder |
| Nähe Karbacher Straße (Standort)                  | Wegkapelle                        | Mit pfeilergestütztem Tonnendach auf Mensa, Sandstein, bezeichnet „1834“                                                                      | D-6-74-187-57 | Wegkapelle     |
| Nähe Karbacher Straße (Standort)                  | Bildstock                         | Säule auf Würfelbasis, Aufsatz mit Kreuzigung und heiligem Georg, Sandstein, barock, bezeichnet „1701“                                        | D-6-74-187-56 | weitere Bilder |
| Nähe Obersteinbacher Straße (Standort)            | Mariensäule                       | Auf Inschriftsockel, Sandstein, neuklassizistisch, bezeichnet „1904“, Marienfigur jünger                                                      | D-6-74-187-55 | Mariensäule    |
| Straße nach Wustviel ()                           | Wegkapelle                        | 1919; nicht nachqualifiziert | D-6-74-187-58 |                |

### Waldschwind
| Lage                     | Objekt                                              | Beschreibung                                                         | Akten-Nr.     | Bild           |
| ------------------------ | --------------------------------------------------- | -------------------------------------------------------------------- | ------------- | -------------- |
| Waldschwind 1 (Standort) | Ehemaliges Ebrachsches Gut                          | Langgezogener Massivbau, 17. Jahrhundert, 1748 teilweise umgestaltet | D-6-74-187-60 | weitere Bilder |
| Waldschwind 1 (Standort) | Ehemaliges Ebrachsches Gut                          | Gartenhaus mit Mansarddach, um 1800                                  | D-6-74-187-60 | weitere Bilder |
| Waldschwind 1 (Standort) | Ehemaliges Ebrachsches Gut, Gartenmauer             | Mit klassizistischen Pfeilerportalen                                 | D-6-74-187-60 | weitere Bilder |
| Waldschwind 1 (Standort) | Ehemaliges Ebrachsches Gut, Reste der Hofummauerung |                                                                      | D-6-74-187-60 | weitere Bilder |

### Wustviel
| Lage                                                     | Objekt                                                      | Beschreibung | Akten-Nr.     | Bild              |
| -------------------------------------------------------- | ----------------------------------------------------------- | --- | ------------- | ----------------- |
| An der Kirche (Standort)                                 | Kreuzigungsgruppe                                           | Dreinageltypus mit Assistenzfiguren Maria und Johannes, alle auf Inschriftsockeln, Sandstein, Spätrokoko, wohl um 1800                                          | D-6-74-187-64 | Kreuzigungsgruppe |
| An der Kirche (Standort)                                 | Kriegerdenkmal für 1870/71, ergänzt für 1914/18 und 1939/45 | Obeliskähnliche Pyramide mit Reliefs und Namenstafeln, Sockel mit geschwungenen Konsolen auf mehrstufigem Unterbau, Sandstein, um 1910                          | D-6-74-187-65 | weitere Bilder    |
| An der Kirche 2 (Standort)                               | Katholische Filialkirche St. Kilian                         | Saalkirche mit Walmdach und Chorturm mit welscher Haube, Sandsteingliederungen, 15.–18. Jahrhundert; mit Ausstattung                                            | D-6-74-187-61 | weitere Bilder    |
| Nähe Friedhofsstraße (Standort)                          | Friedhofsmauer                                              | Sandsteinquader mit Deckplatten, 19. Jahrhundert | D-6-74-187-61 | weitere Bilder    |
| Nähe Friedhofsstraße; in der Friedhofsmauer (Standort)   | Christusfigur einer Grablegung                              | Sandstein, wohl 17./18. Jahrhundert | D-6-74-187-61 | BW                |
| Nähe Friedhofsstraße; in der Aussegnungshalle (Standort) | Corpus Christi                                              | Dreinageltypus, Sandstein, 1861 | D-6-74-187-61 | Corpus Christi    |
| vor St.-Kilian-Straße 30 (Standort)                      | Bildstock                                                   | Säule mit diamantierter Basis auf Sockel, vierseitiger Tabernakelaufsatz, Sandstein, bezeichnet 1610, 1722 und 1902                                             | D-6-74-187-79 | weitere Bilder    |
| St -Kilian-Straße 6 (Standort)                           | Hofportal                                                   | Rustizierter Pfeiler mit Aufsatz und geohrt gerahmte Fußgängerpforte, mit Immaculata zwischen Giebelvoluten, Sandstein, Rokoko, drittes Viertel 18. Jahrhundert | D-6-74-187-63 | weitere Bilder    |

## Ehemalige Baudenkmäler
| Lage                                                   | Objekt     | Beschreibung | Akten-Nr.     | Bild |
| ------------------------------------------------------ | ---------- | ------------ | ------------- | ---- |
| Theinheim An der Straße nach Untersteinbach (Standort) | Wegkapelle | 1922         | D-6-74-187-45 | BW   |